# Setylaides monstrosus
Setylaides monstrosus är en skalbaggsart som beskrevs av Edgar von Harold 1877. Setylaides monstrosus ingår i släktet Setylaides och familjen Aphodiidae. Inga underarter finns listade i Catalogue of Life.